# Prievaly
Prievaly é um município da Eslováquia, situado no distrito de Senica, na região de Trnava. Tem 15,007 km² de área e sua população em 2019 foi estimada em 1011 habitantes.

## Demografia
| Ano:        | 1994 | 2004   | 2014   | 2024   |
| ----------- | ---- | ------ | ------ | ------ |
| Broj ljudi: | 927  | 906    | 996    | 941    |
| Razlika:    |      | -2,26% | +9,93% | -5,52% |

| Ano:               | 2023 | 2024   |
| ------------------ | ---- | ------ |
| Número de pessoas: | 933  | 941    |
| Diferença:         |      | +0,85% |